# Trimenia (bướm)
Trimenia là một chi bướm ngày thuộc họ Lycaenidae.

## Các loài
- Trimenia argyroplaga (Dickson, 1967)
- Trimenia macmasteri (Dickson, 1968)
- Trimenia malagrida (Wallengren, 1857)
- Trimenia wallengrenii (Trimen, 1887)
- Trimenia wykehami (Dickson, 1969)